# 暹罗中心

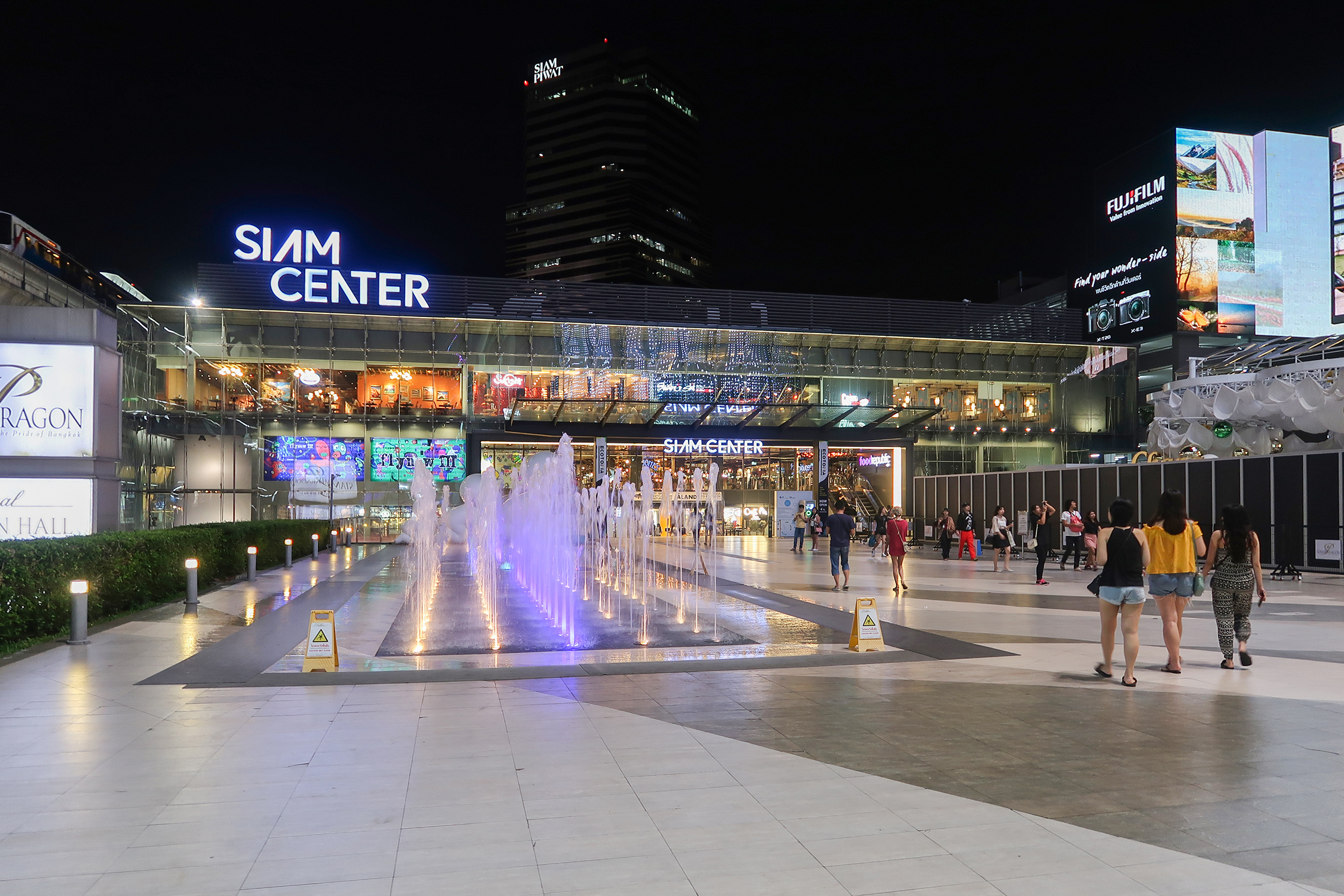
晚上的Siam Center

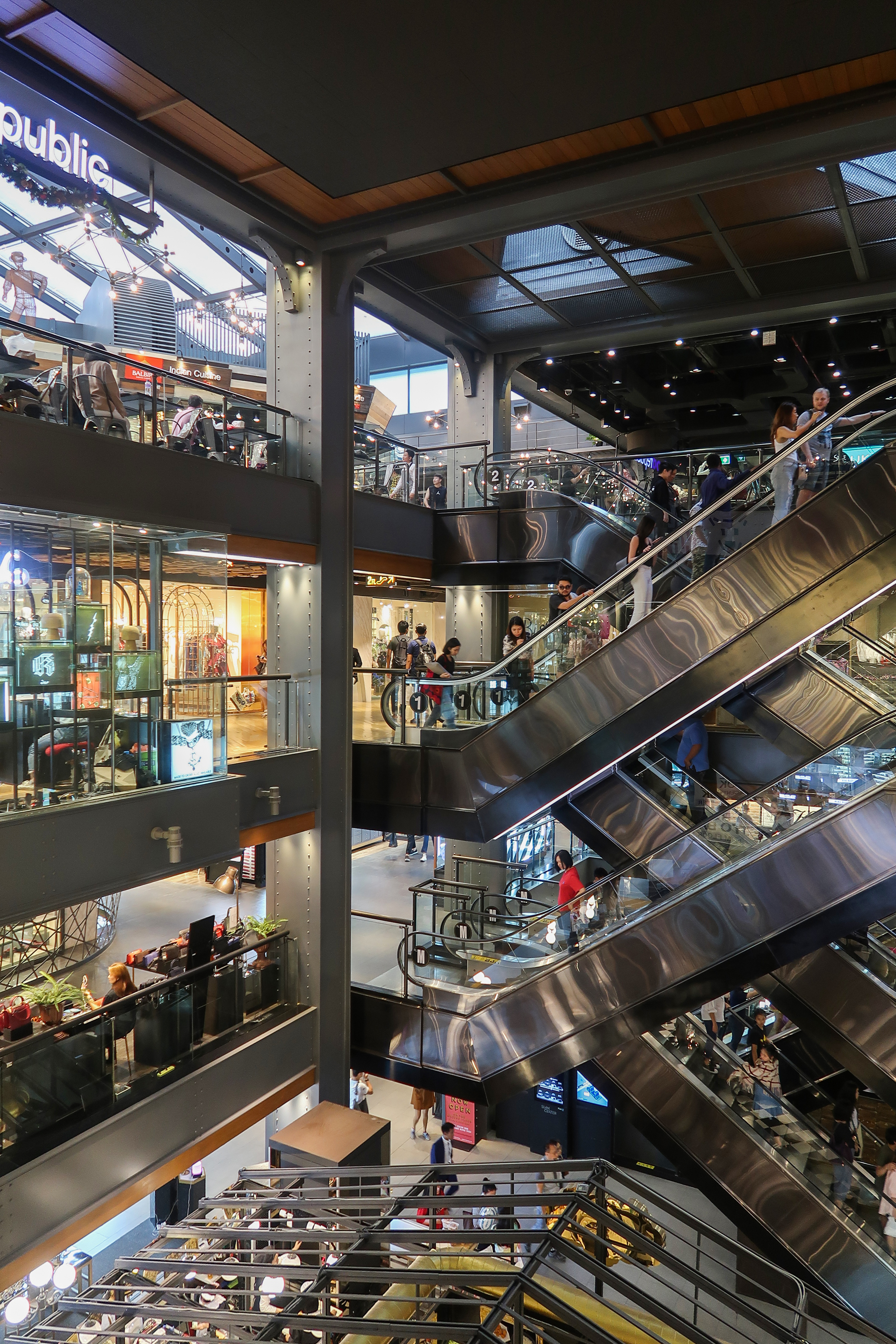
2013年翻新後的Siam Center中庭展現粗糙的時尚工廠風格

暹罗中心（Siam Center）與暹罗探索（Siam Discovery）是一座雙胞胎的購物中心，它們位於泰國的首都曼谷之巴吞旺縣的拉瑪一世路，毗鄰曼谷大眾運輸系統(BTS)的暹羅站，它正位於競爭對手沙炎商業中心(Siam Square)對面，旁邊就是暹罗百丽宫，對角即為老牌MBK購物中心。在四樓設有天橋連接兩棟商業中心，兩棟中心之間的空地常用作舉辦音樂會和特別活動。此外，天橋連接曼谷大眾運輸系統的暹羅站及鄰近的商場。

## 歷史
Siam Center於1973年建成、並於同年1月29日開幕，屬於曼谷的第一批購物商場。其後在1995年發生火災。近期被改裝成魔幻玻璃盒的外觀，內設四層購物商場及一個大型食檔陣，被定位為為青少年服務的時尚購物中心同時為本土時裝設計師的集中地。

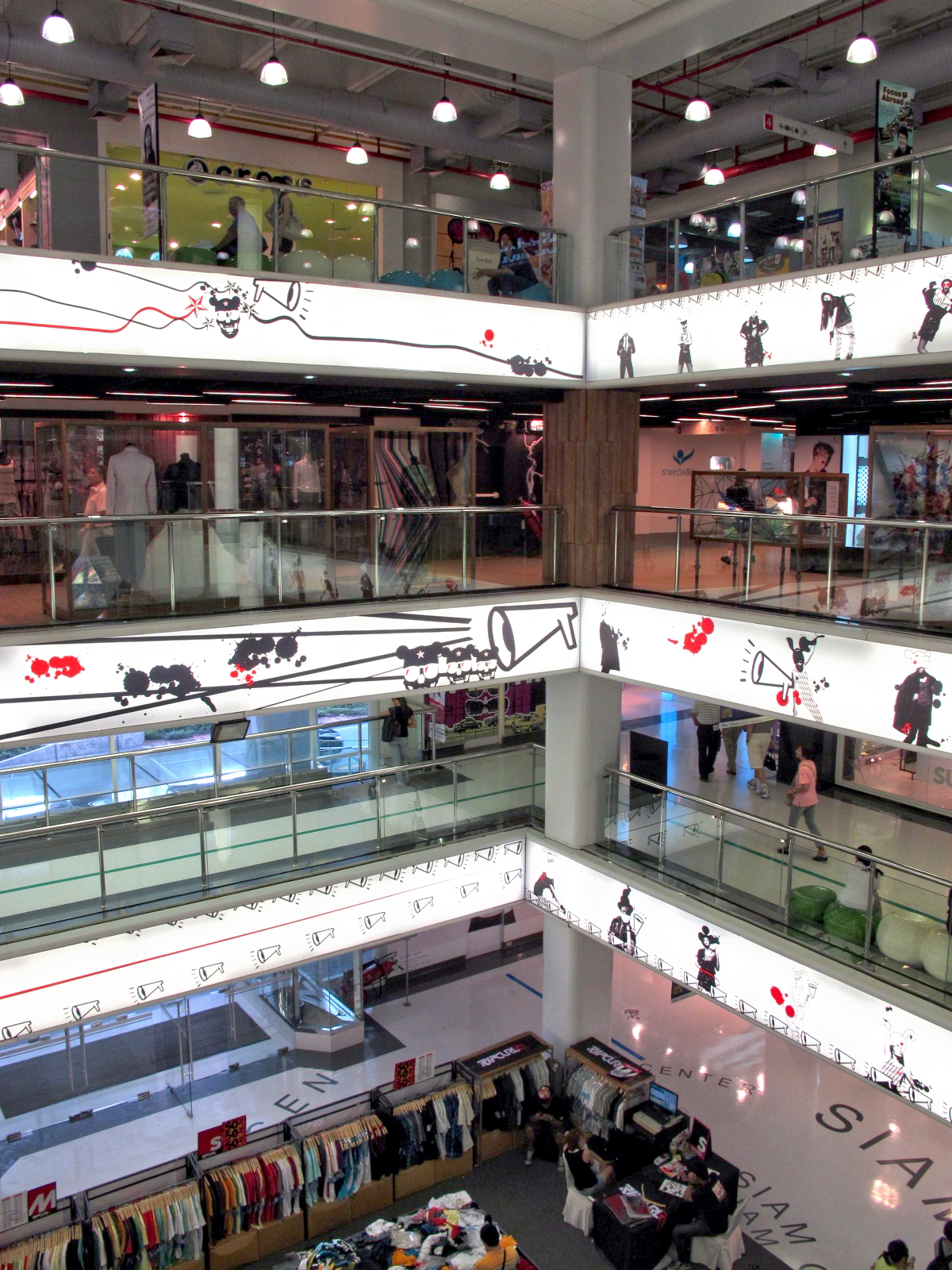
翻新前的中庭（2011年）
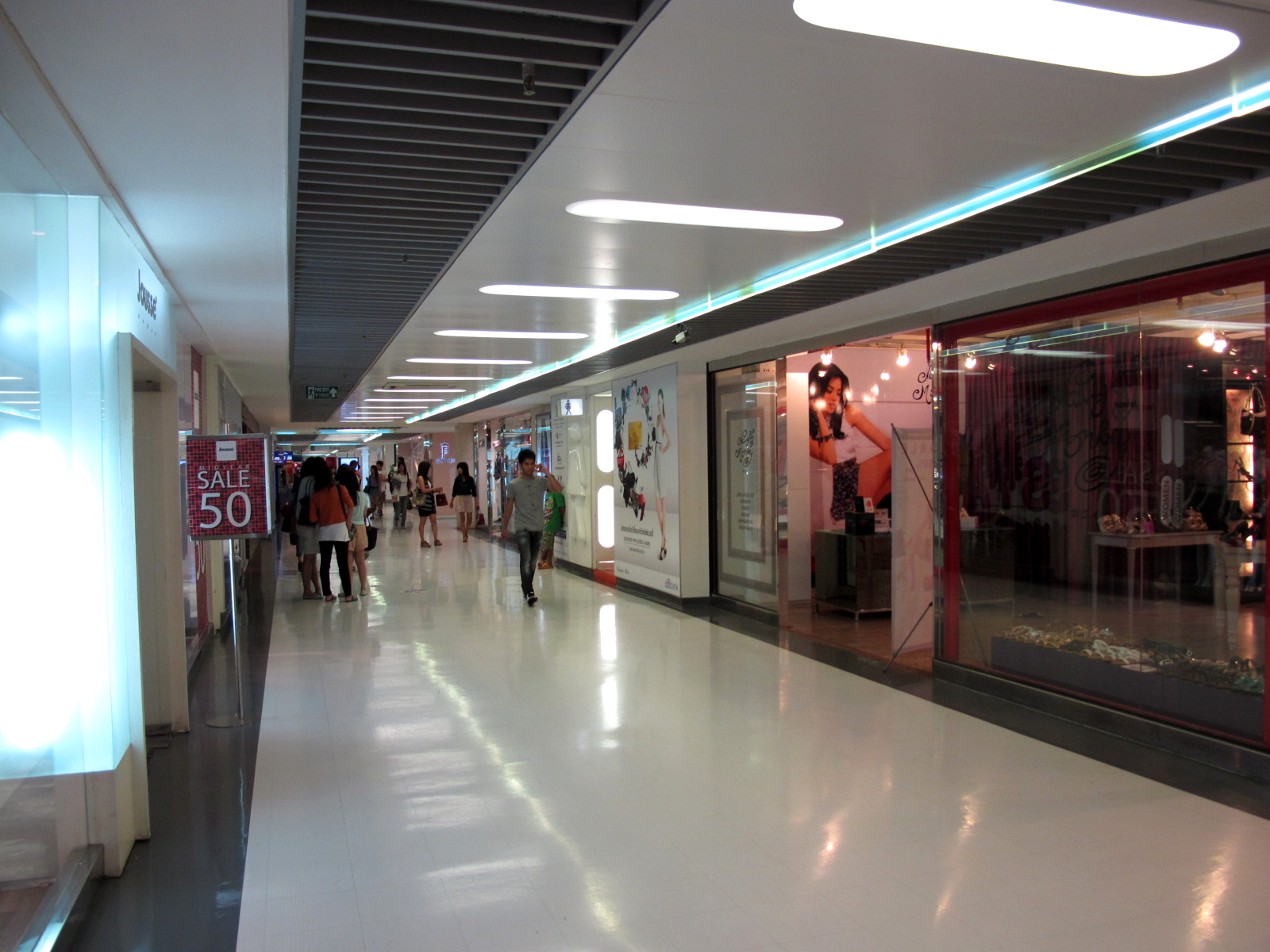
翻新前的2樓（2011年）
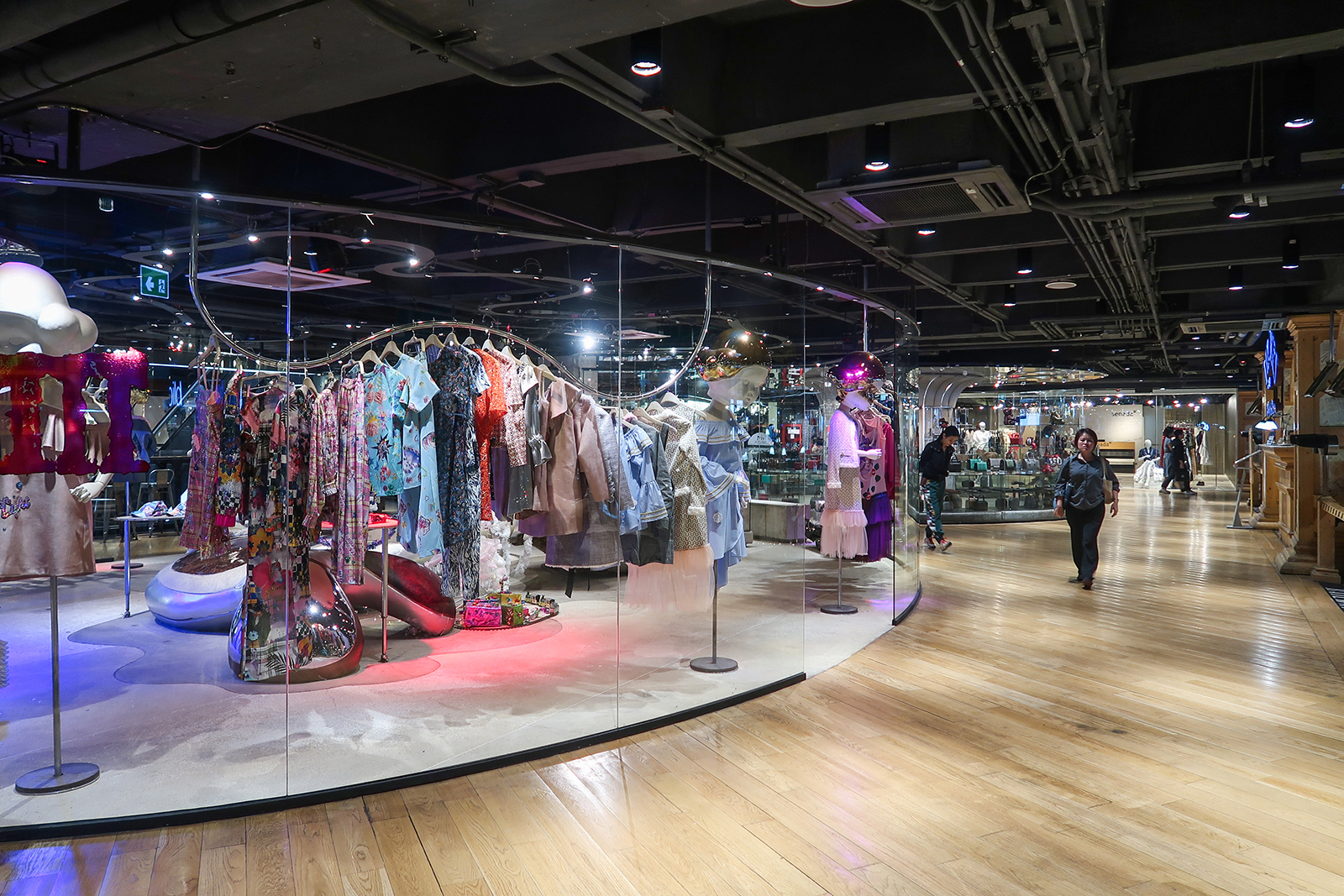
Siam Center在2013年翻新後改用開放式店鋪
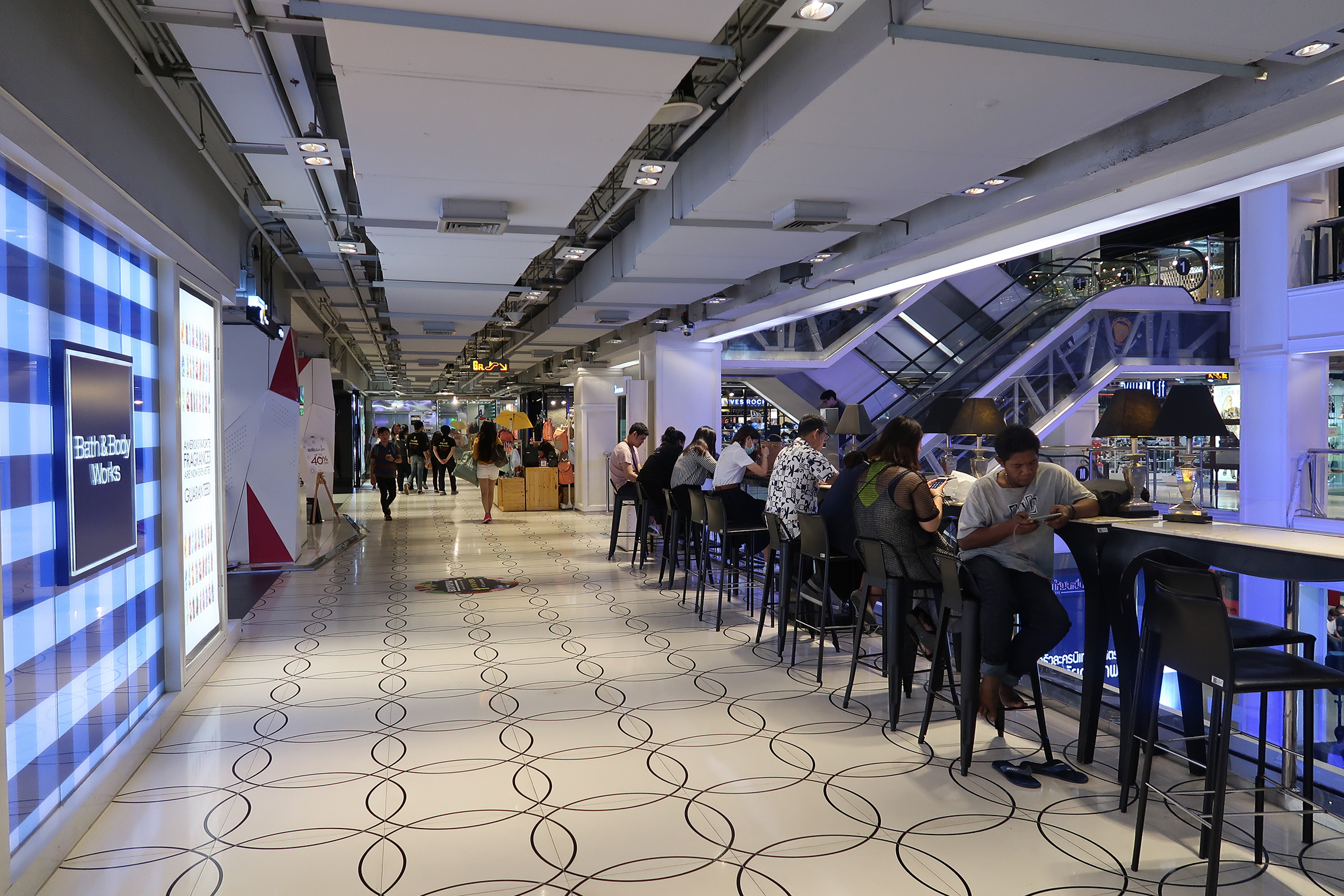
休憩區
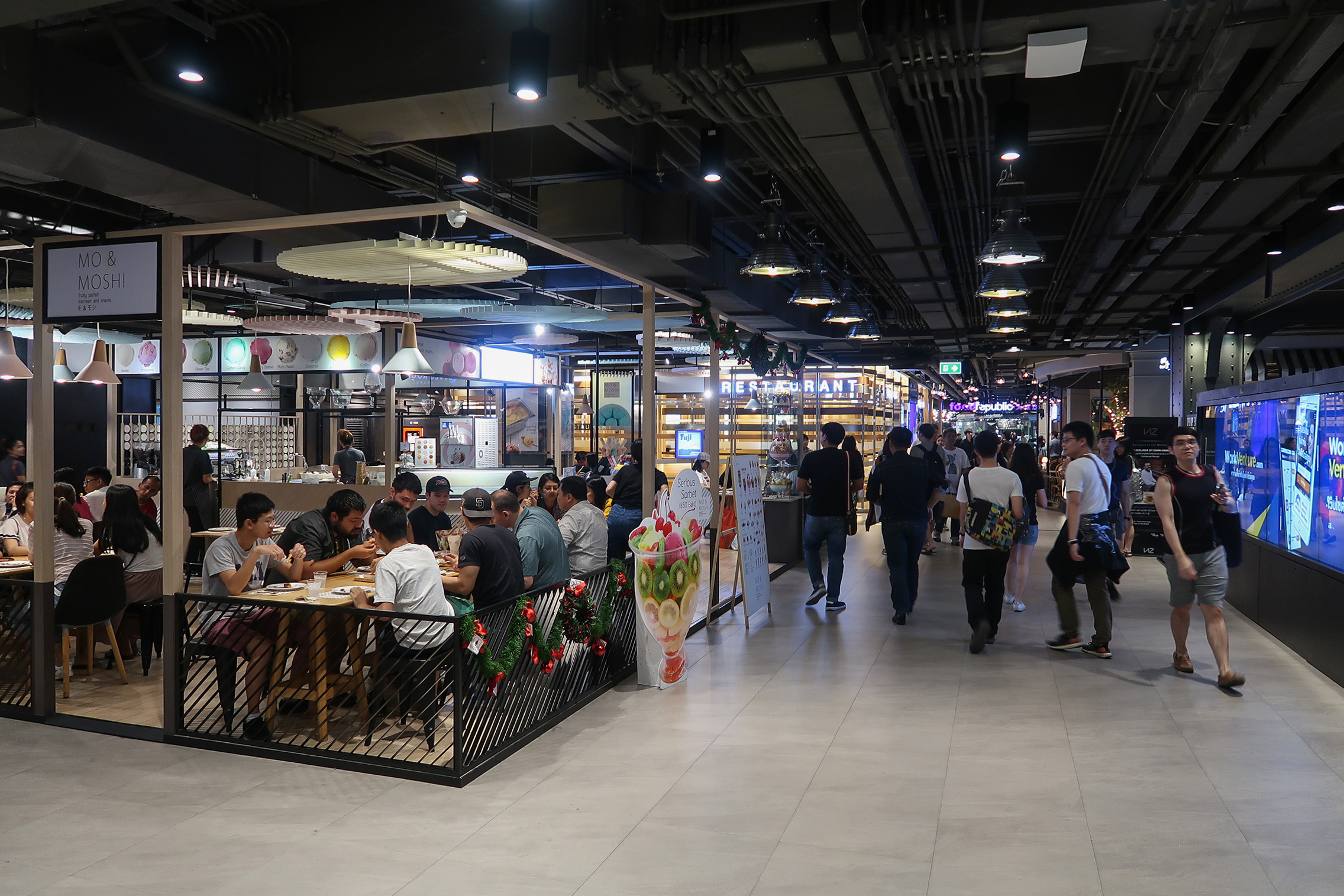
餐廳樓層

## Siam Discovery

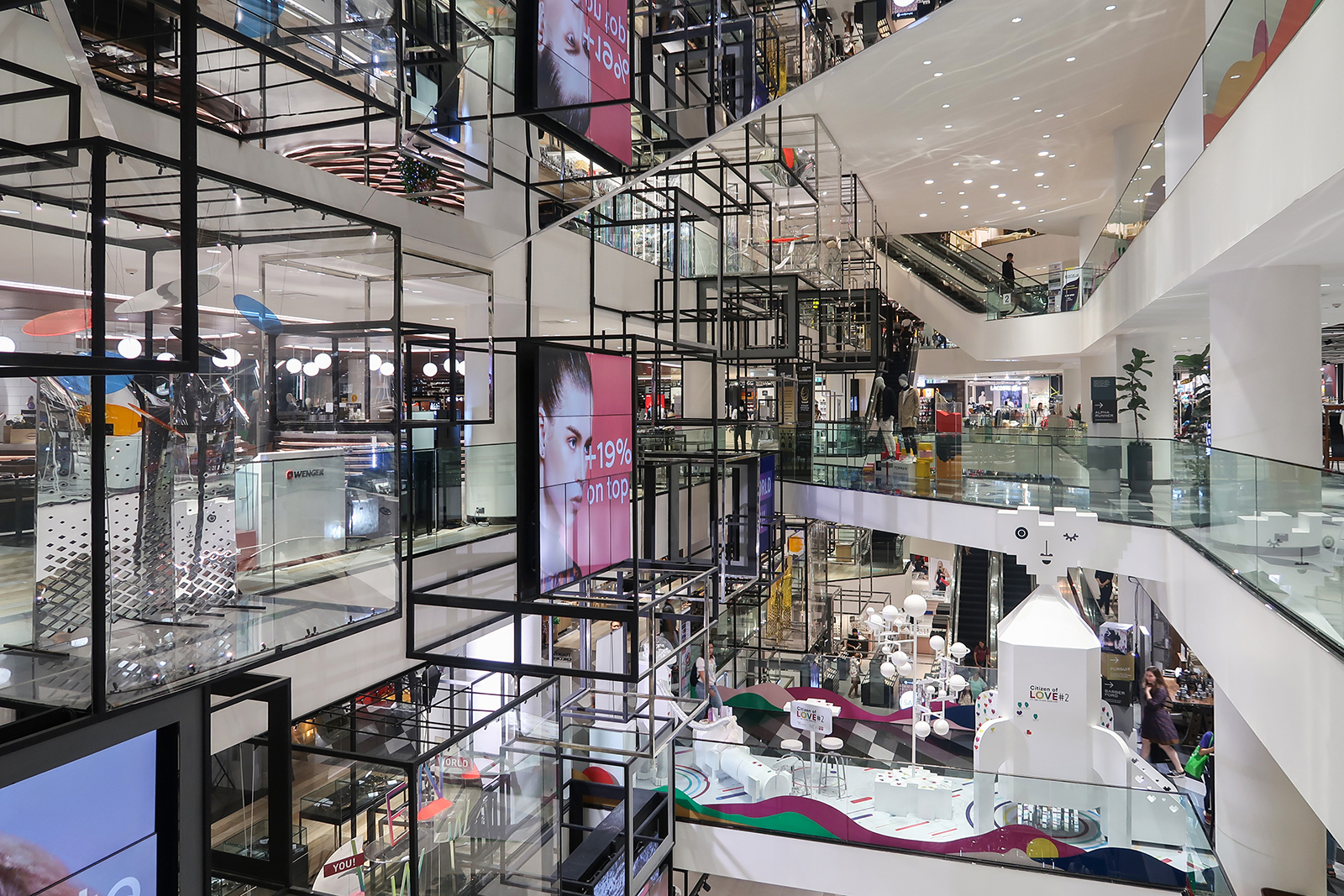
Siam Discovery翻新後的中庭

Siam Discovery（暹罗探索）為Siam Center新翼，於1997年建成，樓高6層，定位於服務成熟的人士。其最新的主題是「一層樓；一個主題」，同類型的商店位於同一樓層。商場在2015年全面翻新，到2016年5月完成。商場翻新工作由日本著名設計工作室Nendo設計，每層採用開放式店鋪。原有的5樓至6樓餐廳和溜冰場範圍改為Virgin Active Fitness健身中心。

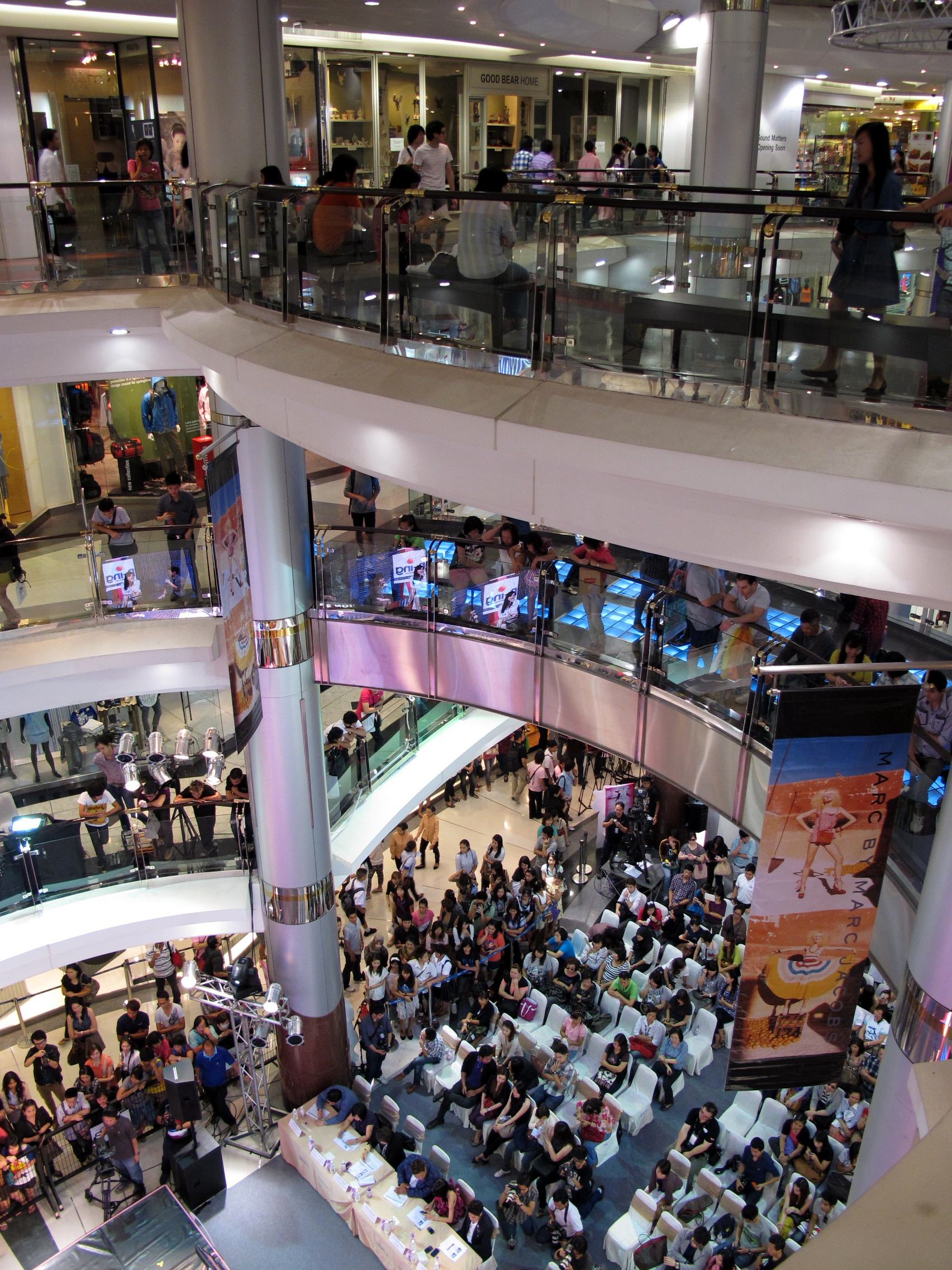
翻新前的中庭（2011年）
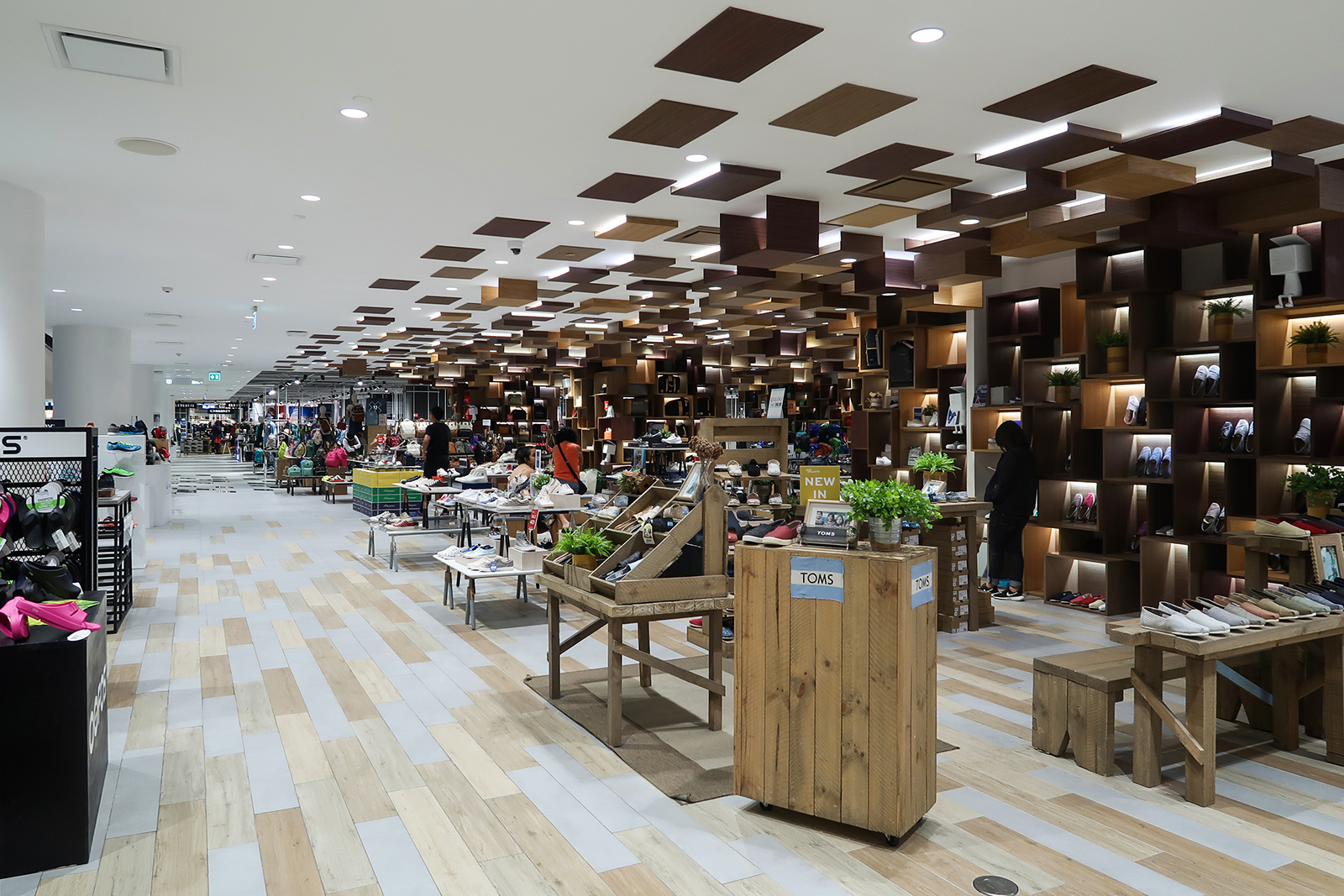
商場翻新後每層採用開放式店鋪
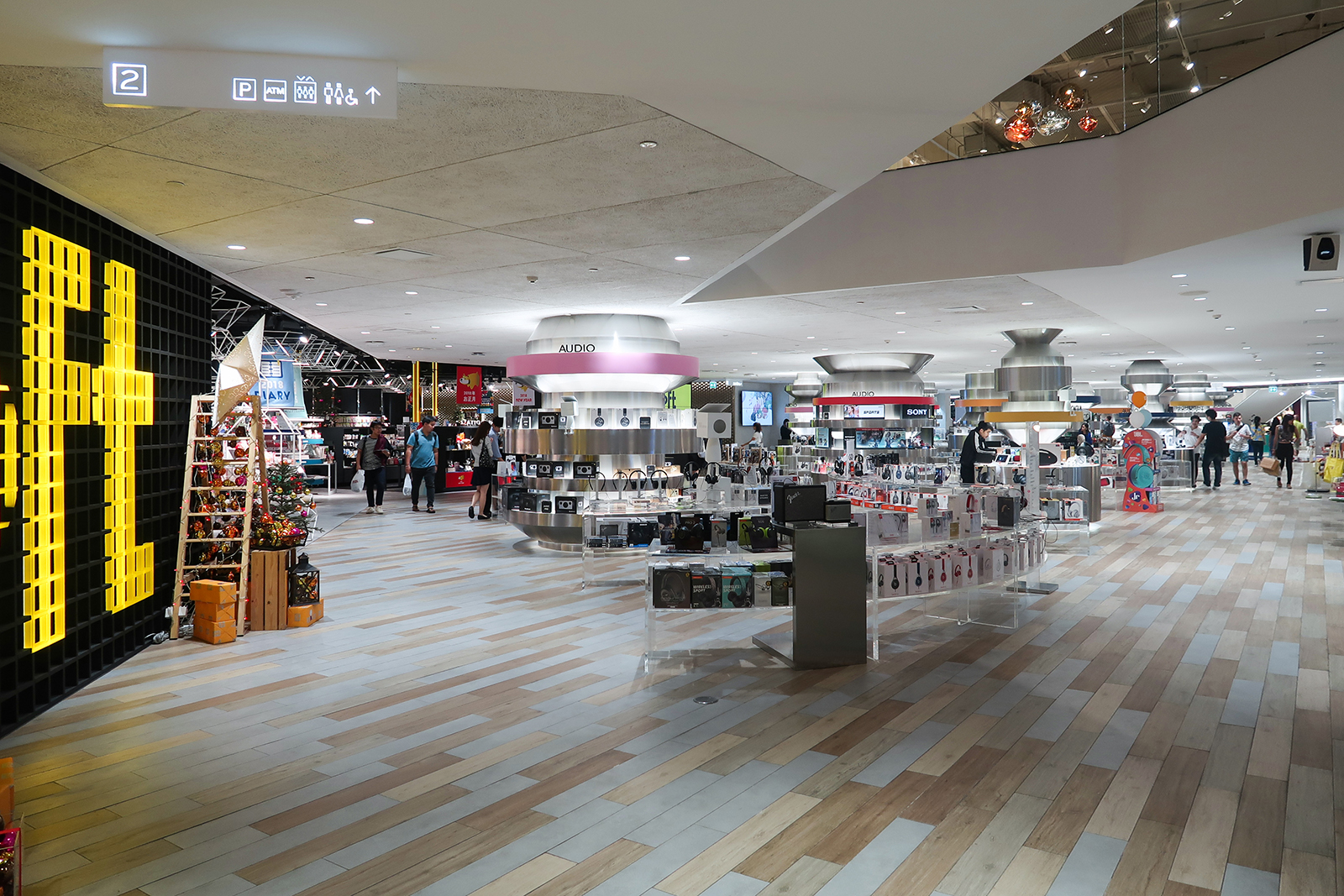
商場2樓電子用品專區
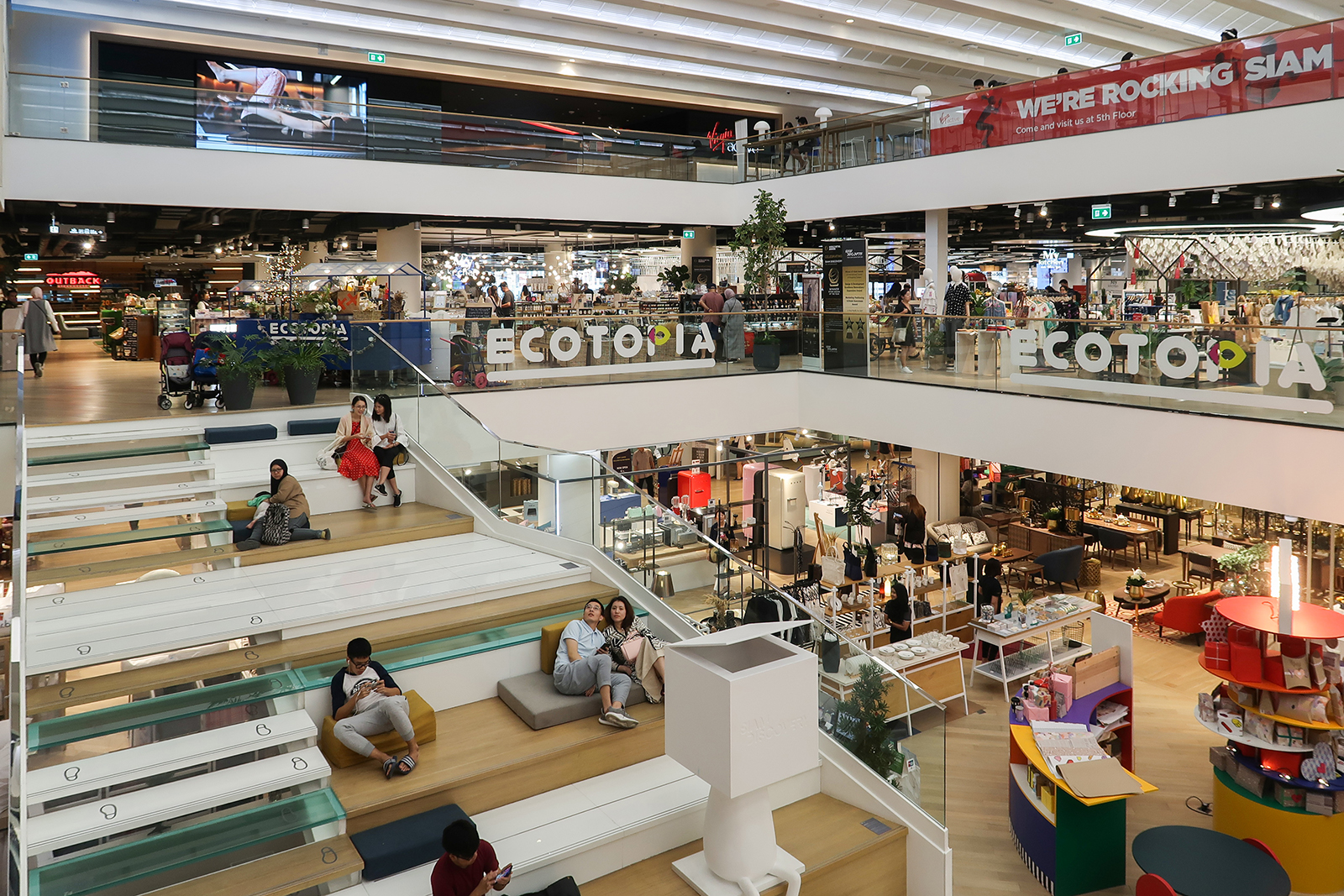
商場4樓設樓梯式閒座區
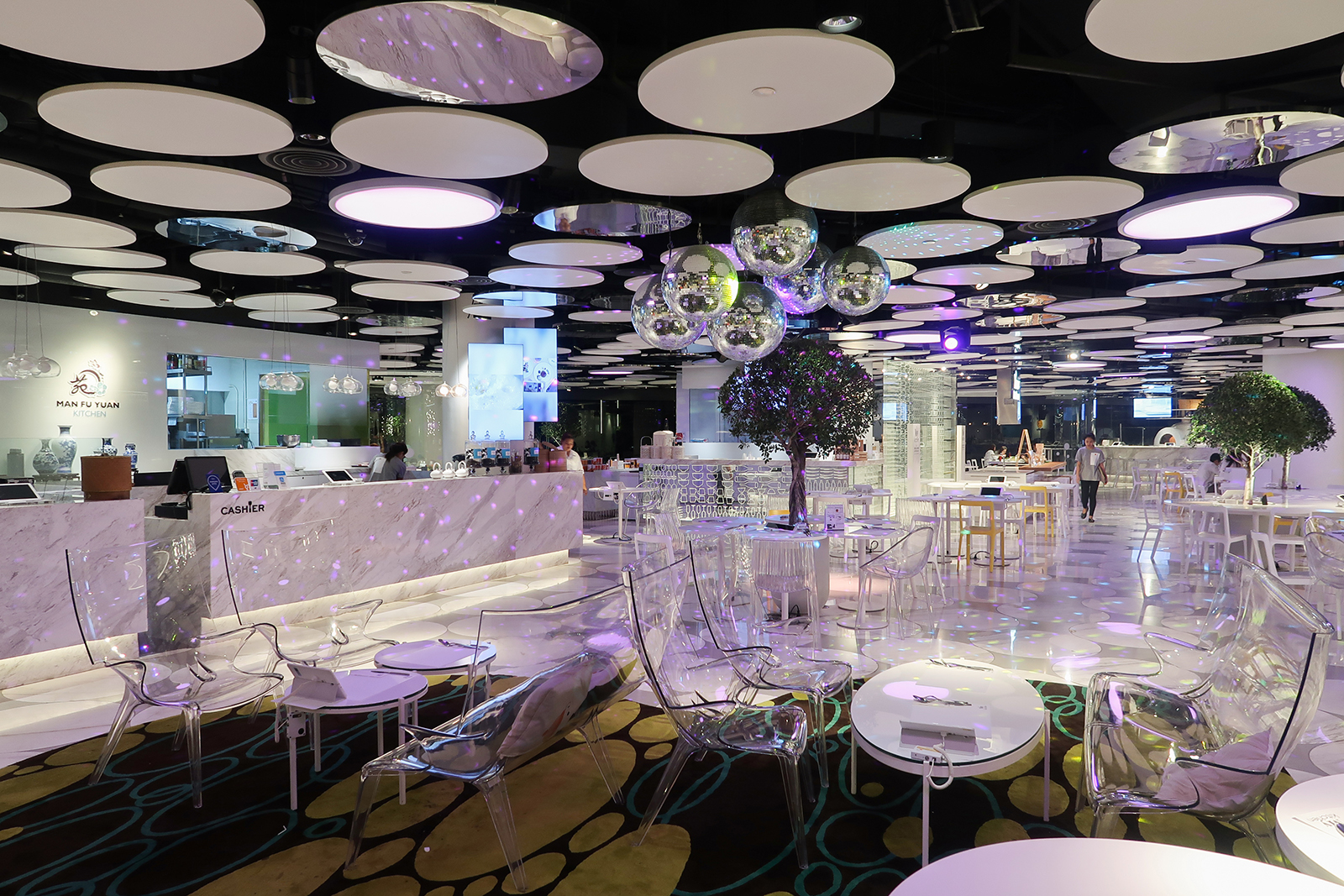
4樓美食廣場My Kitchen

## 外部連結
- 沙炎中心的官方網站（页面存档备份，存于）
- 沙炎中心官方网站（页面存档备份，存于）
- OpenStreetMap上有關暹罗中心的地理

13°44′47″N 100°31′57″E / 13.74639°N 100.53250°E
1. ↑  “สยามเซ็นเตอร์” ตำนานเทรนด์เซ็ตเตอร์ศูนย์การค้าไทย